# Галифакс Таун
«Галифакс Таун» — бывший английский футбольный клуб из города Галифакс, Уэст-Йоркшир. Образован в 1911 году. Домашние матчи проводил на стадионе «Шей». В последнее время клуб выступал в Национальной конференции, пятом по значимости футбольном турнире Англии. В сезоне 2007-08 у клуба появились проблемы, клуб занял 20 место и был понижен на три дивизиона до Первого дивизиона Север, Северной Премьер-Лиги. Клуб не прошел лицензирование и был преобразован в июле 2008 года. в клуб ФК Галифакс Таун.